# Juan Pablo Valencia
Juan Pablo Valencia (ur. 2 maja 1988 w Medellínie) – kolumbijski kolarz szosowy.

## Najważniejsze osiągnięcia
- 2010
  -  1. miejsce w Mistrzostwach Kolumbii U23 (start wspólny)
- 2012
  - 1. miejsce w Trofeo Maria SS. Addolorata
  - 2. miejsce w Coppa Placci
  - 4. miejsce w GP Capodarco
- 2015
  -  Zwycięzca klasyfikacji górskiej Tour of Turkey